# Santa Clara de Louredo
Santa Clara de Loredo ist eine Gemeinde (freguesia) in Portugal und gehört zum Kreis von Beja, mit einer Fläche von 71,9 km² und 747 Einwohnern (Stand 19. April 2021). Dies ergibt eine Bevölkerungsdichte von 10,4 Einw./km².